# Евгений (Гакман)
Митрополи́т Евге́ний (нем. Metropolit Eugen, рум. Mitropolit Eugenie, в миру Евфимий Васильевич Гакман, укр. Євфимій Васильович Гакман, нем. Euthymius Hackmann, рум. Iftimie Hacman; 16 марта 1793, Васлововцы, Буковина, Королевство Галиции и Лодомерии, Австрия — 12 апреля 1873, Вена, Австро-Венгрия) — церковный, политический и культурный деятель Буковины, первый православный епископ Буковины и Далмации (1873).

## Биография
Митрополит Евгений родился в 1793 году на Буковине в посёлке Васлововцы Заставнивского уезда (ныне Заставновского района Черновицкой области Украины) в небогатой крестьянской семье. Достоверно известно об обучении Евфимия только в гимназии, хотя до вступления в неё нужно было иметь начальное 3-классное образование. Поэтому можно предполагать, что он перед гимназией посещал так называемую нормальную школу или, что вероятнее, тривиальную школу в Черновцах.
В 1819 году епископ Буковины Даниил послал Евфимия в Вену на учёбу в университет на теологический факультет. Четырёхлетнее пребывание в «цесарском конвикту» в Вене и обучение в университете оказали глубокое влияние на его мировоззрение, помогли ему получить богословские знания и развить собственную эрудицию. Уже тогда он выделялся среди соучеников. В 1823 году окончил богословский факультет Венского университета. В том же году принял монашеский постриг под именем Евгений и был рукоположён во священники.
В 1827 году назначен профессором Библейских студий (курсов) в недавно созданной Черновицкой духовной семинарии.
8 мая 1835 года стал епископом Буковины. Был первым русином, возглавившим Буковинскую епархию, которая тогда входила в состав автокефальной Карловацкой митрополии.
В 1848—1849 годах во время Весны народов выступал за самоуправление Буковины, в частности, подписал петицию с требованием отделения края от Галичины и предоставления ей автономии.
Избирался в 1861—1864 годах первым председателем (маршалком) краевого Буковинского сейма.

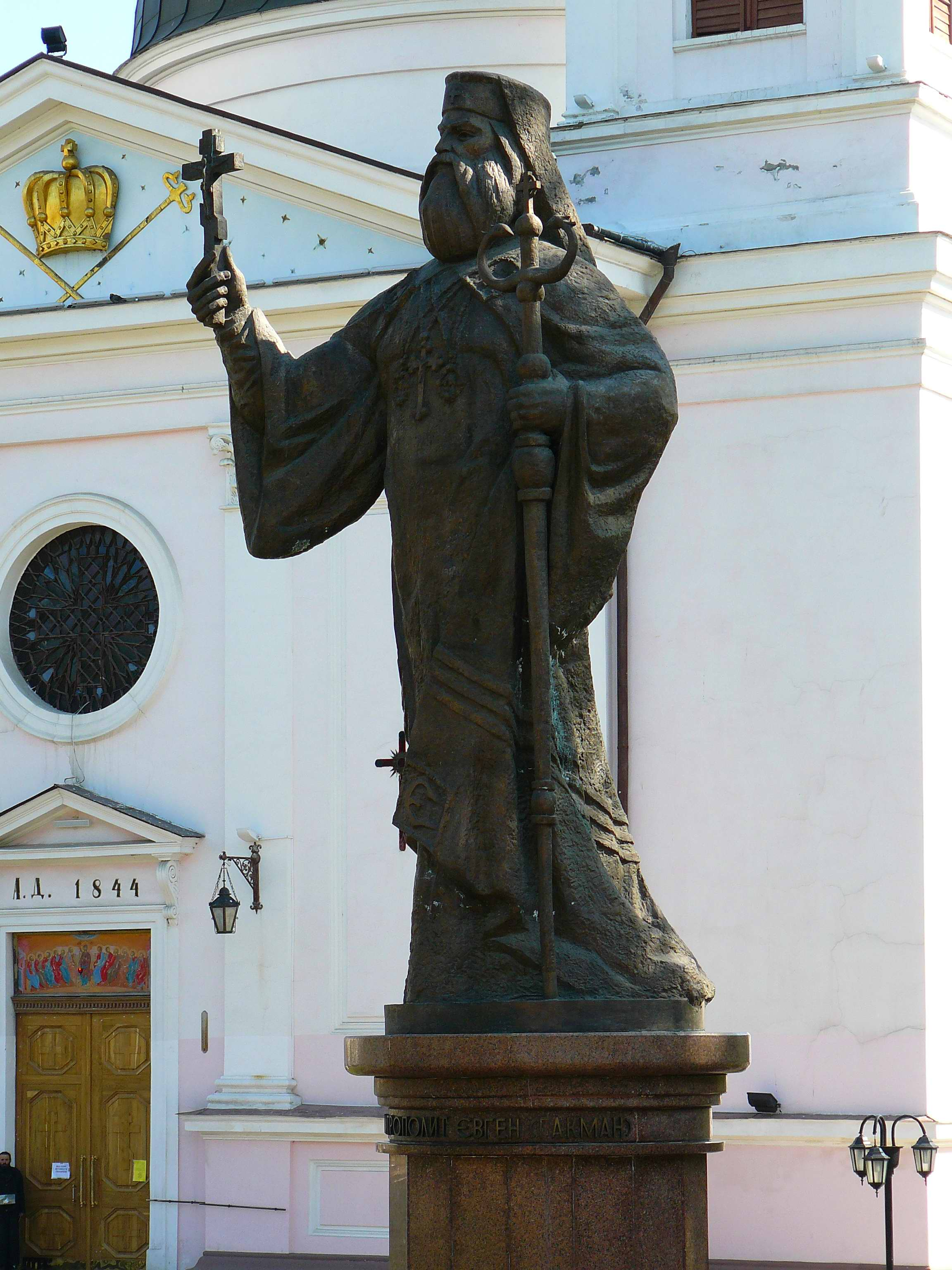
Открытый в 2006 году памятник Евгению (Гакману) перед Свято-Духовским собором в Черновцах

Противодействовал политике этно-культурной ассимиляции и румынизации Православной церкви, осуществляемой румынскими светскими и церковными властями на Буковине. Не допустил присоединения Буковинского епископства к румынской Германштадтской митрополии, которая была создана в румынских провинциях Австрийской империи в 1864 году. Вместе с тем добился повышения статуса Буковинской епархии до уровня самоуправляемой митрополии.
Указом императора Франца-Иосифа I от 23 января 1873 года был назначен архиепископом Черновицким и митрополитом Буковины и Далмации.
Митрополит Евгений Гакман сыграл ведущую роль в активизации славянских национальных сил на Буковине, поддержал и ускорил процесс создания в 1869 году первой на Буковине украинской культурно—просветительной организации «Ру́ська Бе́сида». Наряду с делами епархии уделял много сил подъёму образовательного уровня духовенства, строительству храмов. При нём были построены два первых каменных храма в городе Черновцы — кафедральный собор Святого Духа (1864) и церковь Святой Параскевы (1864).
Митрополит Евгений Гакман был главным инициатором строительства ансамбля епископской (митрополичьей) резиденции, которая стала украшением Черновцов и всего края (теперь здесь размещается Черновицкий национальный университет имени Юрия Федьковича).